# Othreis memorans
Othreis memorans är en fjärilsart som beskrevs av Walker 1857. Othreis memorans ingår i släktet Othreis och familjen nattflyn. Inga underarter finns listade i Catalogue of Life.